# 贾佗
贾佗（？—？），姬姓，贾氏，名佗，中国春秋時代晋国大夫，是跟随公子重耳流亡的五贤士之一。
贾佗是晋国公族，见多识广而谦恭有礼，是公子重耳的股肱，重耳像对待兄长一样事奉他。返回晋国后，贾佗在晋灵公时期担任太师，曾接受中军将赵盾制定的刑法，行使于晋国。韦昭《国语》注认为贾佗是狐偃的儿子狐射姑，但全祖望《经史答问四》力证两者非一人。